# Palivizumab
Palivizumab, vendido sob a marca Synagis, é um anticorpo monoclonal produzido por tecnologia de DNA recombinante usado para prevenir doenças graves causadas por infecções por vírus sincicial respiratório (RSV).
É recomendado para bebês de alto risco devido à prematuridade ou outros problemas médicos, como doenças cardíacas congênitas.  Os efeitos colaterais mais comuns incluem febre e erupção cutânea .
Palivizumab é um anticorpo monoclonal humanizado (IgG) dirigido contra um epítopo no sítio antigênico A da proteína F de RSV. Em dois ensaios clínicos de fase III na população pediátrica, o palivizumab reduziu o risco de hospitalização devido à infecção por RSV em 55% e 45%. Palivizumab é administrado uma vez por mês por meio de injeção intramuscular (IM), a ser administrado durante a temporada de RSV.
O palivizumab tem como alvo a proteína de fusão do RSV, inibindo sua entrada na célula e, portanto, evitando a infecção. Palivizumab foi aprovado para uso médico em 1998.

## Uso médico
Palivizumabe é indicado para a prevenção de doenças graves do trato respiratório inferior que requerem hospitalização causada pelo vírus sincicial respiratório (VSR) em crianças com alto risco de doença por VSR: «Synagis- palivizumab injection, solution». DailyMed. 12 de maio de 2017. Consultado em 20 de agosto de 2020</ref>
- crianças nascidas com 35 semanas de gestação ou menos e com menos de seis meses de idade no início da temporada de RSV;[2]
- crianças menores de dois anos com necessidade de tratamento para displasia broncopulmonar nos últimos seis meses;
- crianças com menos de dois anos de idade e com cardiopatia congênita hemodinamicamente significativa.

A Academia Americana de Pediatria publicou diretrizes para o uso de palivizumabe. As atualizações mais recentes dessas recomendações são baseadas em novas informações sobre a sazonalidade do VSR, farmacocinética de palivizumabe, a incidência de hospitalizações por bronquiolite, o efeito da idade gestacional e outros fatores de risco nas taxas de hospitalização por VSR, a mortalidade de crianças hospitalizadas com infecção por VSR, o efeito de profilaxia na sibilância e isolados de RSV resistentes a palivizumabe.
Todos os bebês menores de um ano que nasceram com <29 semanas (ou seja, ≤28 semanas, 6 dias) de gestação devem usar palivizumabe. Bebês menores de um ano com displasia broncopulmonar (ou seja, que nasceram com <32 semanas de gestação e necessitaram de oxigênio suplementar nos primeiros 28 dias após o nascimento) e bebês menores de dois anos com displasia broncopulmonar que requerem terapia médica (por exemplo, oxigênio suplementar, glicocorticoides, diuréticos) dentro de seis meses da temporada antecipada de RSV são recomendados para usar palivizumab como profilaxia.
Outros grupos-alvo potenciais para a profilaxia com palivizumabe incluem:
- Lactentes com menos de um ano de idade com cardiopatia congênita hemodinamicamente significativa.
- Lactentes com menos de um ano de idade com distúrbios neuromusculares que prejudicam a capacidade de limpar secreções das vias aéreas superiores ou anormalidades pulmonares .
- Crianças com menos de dois anos de idade que são imunocomprometidas (por exemplo, aquelas com imunodeficiência combinada grave; crianças com menos de dois anos de idade que foram submetidas a transplante de pulmão ou transplante de células-tronco hematopoéticas) durante a temporada de RSV.
- Crianças com síndrome de Down que apresentam fatores de risco adicionais para infecções do trato respiratório inferior .
- Bebês nativos do Alasca e índios americanos.

As decisões sobre a profilaxia com palivizumabe para crianças nesses grupos devem ser tomadas caso a caso.

## Efeitos colaterais
O uso de palivizumabe pode causar efeitos colaterais, que incluem, mas não estão limitados a: 
- Dor de garganta
- Nariz escorrendo
- Vermelhidão ou irritação no local da injeção
- Vômito
- Diarréia

Alguns efeitos colaterais mais sérios incluem:
- Erupção cutânea severa
- Coceira
- Urticária
- Dificuldade para respirar